# تکنیفایبر
تکنیفایبر (انگلیسی: Tecnifibre) شرکت تجهیزات ورزشی فرانسوی است، که در سال ۱۹۷۹ تأسیس شد.